# Schotterey
Schotterey ist ein Ortsteil der Stadt Bad Lauchstädt in Sachsen-Anhalt.

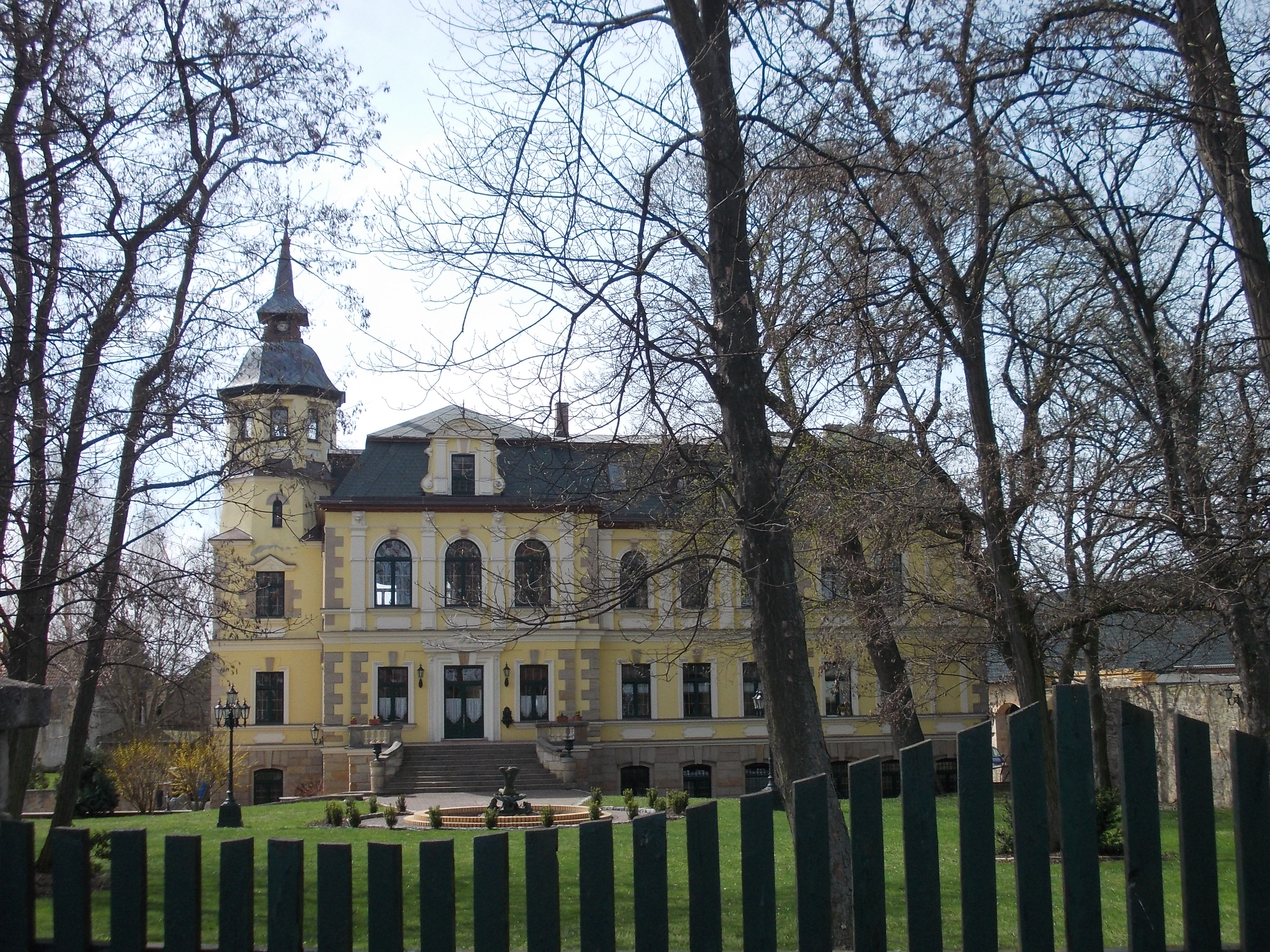
Herrenhaus Schotterey

## Lage
Schotterey liegt gut 1,8 km nordwestlich der Innenstadt von Bad Lauchstädt in intensiv landwirtschaftlich genutzter Flur. An der südlichen Bebauungsgrenze des Ortes fließt die Laucha.

## Geschichte

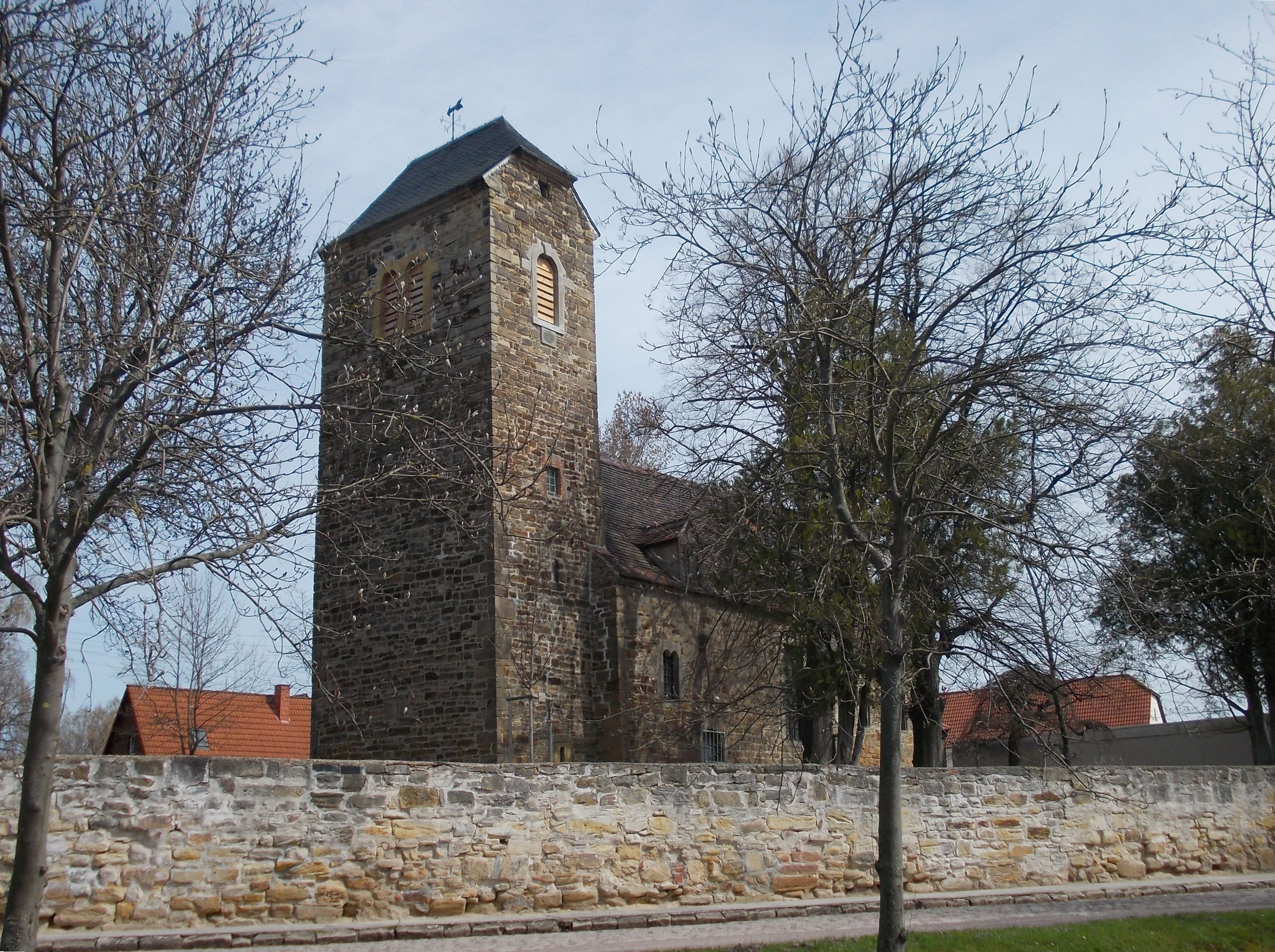
Kirche

In einem zwischen 881 und 899 entstandenen Verzeichnis des Zehnten des Klosters Hersfeld wird Schotterey als zehntpflichtiger Ort Scutu regia im Friesenfeld erstmals urkundlich erwähnt. Am 7. Oktober 1753 gegen 13 Uhr brach in der Schimpf-Schmiede in Schotterey ein Feuer aus, das sich rasch ausbreitete und 38 Höfe des Ortes einäscherte. Lediglich fünf Wohnhäuser und eine Scheune überstanden die Feuersbrunst.
Schotterey gehörte bis 1815 zum hochstiftlich-merseburgischen Amt Lauchstädt, das seit 1561 unter kursächsischer Hoheit stand und zwischen 1656/57 und 1738 zum Sekundogenitur-Fürstentum Sachsen-Merseburg gehörte. Durch die Beschlüsse des Wiener Kongresses kam der Ort zu Preußen und wurde dem Kreis Merseburg im Regierungsbezirk Merseburg der Provinz Sachsen zugeteilt.
Am 20. Juli 1950 wurde die Gemeinde Schotterey nach Bad Lauchstädt eingemeindet.

## Persönlichkeiten
- Richard Löscher (1860–nach 1918), Gutsbesitzer und Mitglied des Deutschen Reichstags